# Kirche Seehausen (Leipzig)

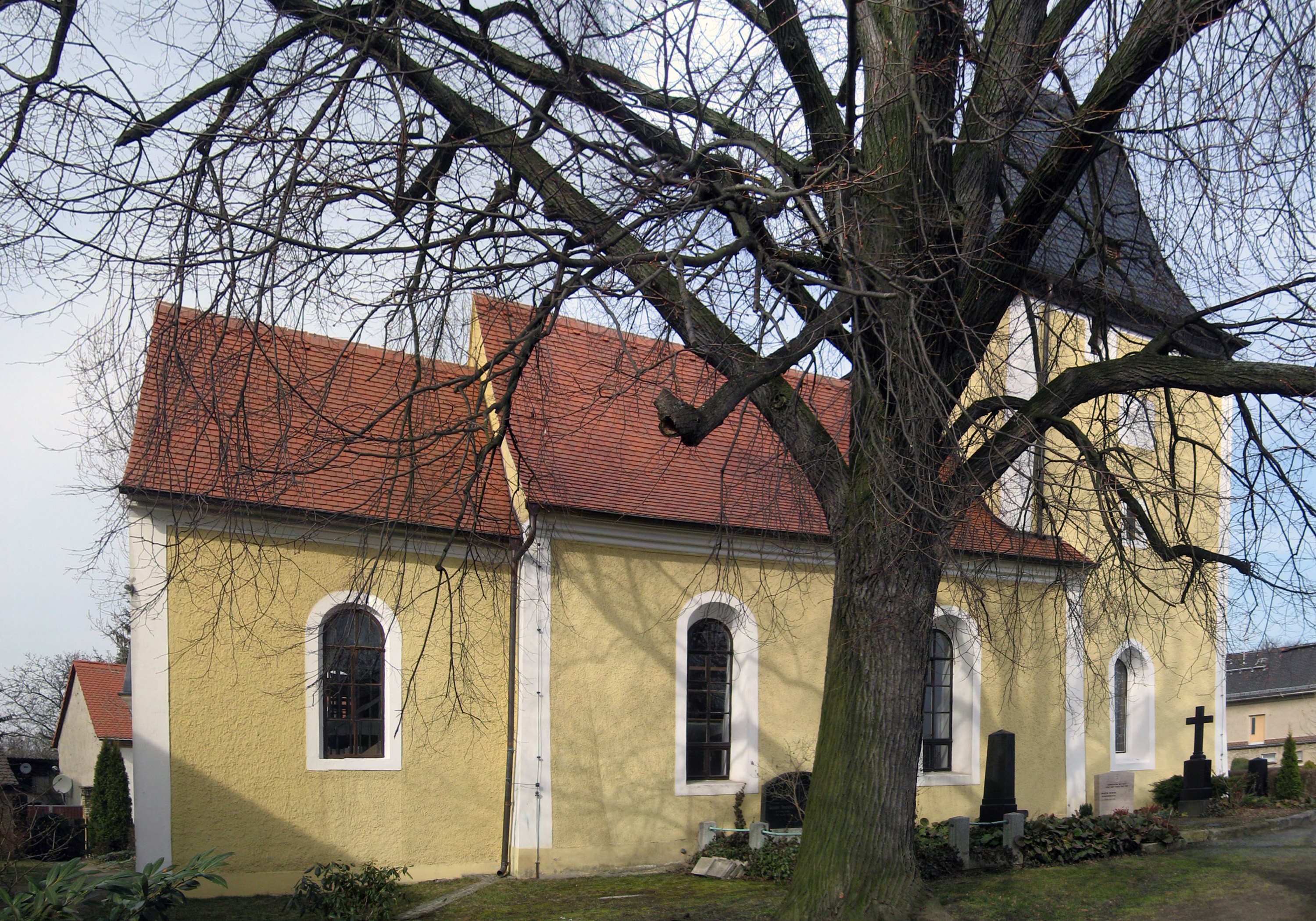
Kirche Seehausen (2010)

Die Kirche Seehausen ist ein Kirchengebäude der Evangelisch-Lutherischen Landeskirche Sachsens im Leipziger Stadtteil Seehausen. Sie genießt Denkmalschutz.

## Geschichte

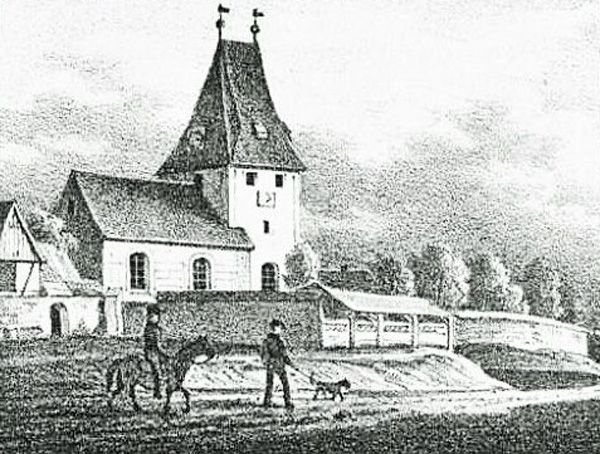
Kirche um 1840

Für die Entstehungszeit der Seehausener Kirche wird das 13. Jahrhundert vermutet; sie ist daher der Romanik zuzurechnen. Durch zahlreiche Umbauten verändert, sind wohl nur noch die unteren Teile des Turmes aus dieser Zeit. 
Um 1500 wurden die romanischen Fenster durch größere, mit Spitzbogen und gotischem Maßwerk ersetzt, die aber später wieder verändert wurden, und die Kirche erhielt einen Altar mit Heiligenfiguren.
Der heutige Altar entstand um 1700. Im frühen 18. Jahrhundert wurde der Saal neu errichtet.
Beim Neujahrsläuten 1867 zersprang die große Glocke von 1428; sie wurde zusammen mit der kleineren Glocke von 1744 in der  Glockengießerei Gebrüder Ulrich in Apolda umgegossen.
Der letzte größere Umbau, bei dem die westliche Vorhalle mit dem Haupteingang und die Sakristei entstanden, erfolgte von 1876 bis 1878 durch den Leipziger Architekten Hugo Altendorff.
Anfang der 1990er Jahre fand eine aufwendige Restaurierung des Innenraumes der Kirche statt, der 2008 jene von Dach und Turm einschließlich der Rekonstruktion des historischen Glockenstuhls folgte.

## Lage und Architektur

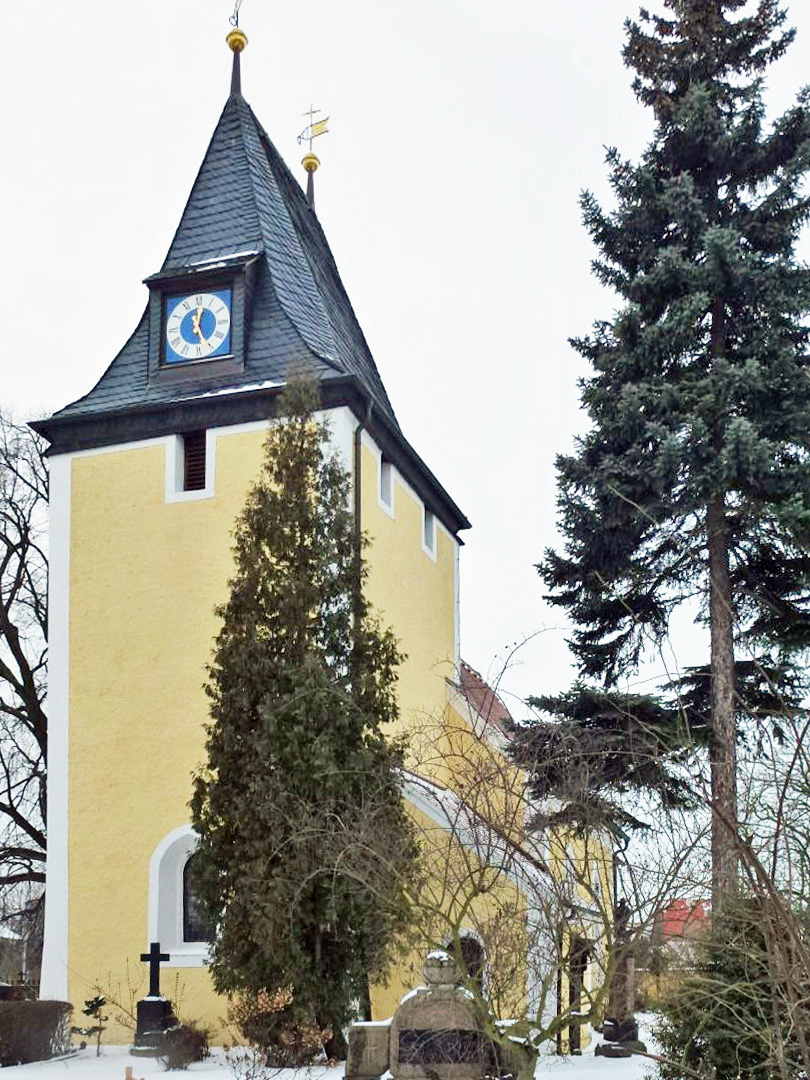
Kirche von Osten

Die Kirche steht auf einem kleinen Friedhof im Zentrum des ehemaligen Dorfes. Dieser ist der Rest des ehemals größeren Angers des als Straßenangerdorf gegründeten Ortes.
Die Kirche ist ein verputzter Bruchsteinbau mit Rundbogenfenstern. Sie ist eine Chorturmkirche, das heißt der Turm steht im Osten des Gebäudes und enthält den Altarbereich. Nach Westen schließt sich ein Saalbau an, der nach Norden breiter ist als der Turm, sodass der Altar nicht mittig zum Saal positioniert ist. Das Gebäude wird nach Westen durch einen Eingangsbau abgeschlossen, der in Höhe und Breite kleiner ist als der Saalbau. Nach Norden schließt sich an den Turm ein kleiner Sakristeianbau an.
Der Turm trägt ein schiefergedecktes Walmdach, dessen Kanten gebrochen sind. An den Enden des kurzen Dachfirsts in Ost-West-Richtung stehen zwei Wetterfahnen. Nach Osten und Westen sind unter Schleppgauben die Zifferblätter der Turmuhr zu sehen. Die Satteldächer von Saal- und Eingangsbau sind ziegelgedeckt. Auf der Nordseite sind sie an der Stelle ihres Überstands über die Turmbreite leicht abgewinkelt.
Der Saal trägt eine flache Decke und ist auf drei Seiten von einer Empore mit Blumenkorbelementen umgeben. Den Altarbereich ziert ein Sterngewölbe.

## Ausstattung

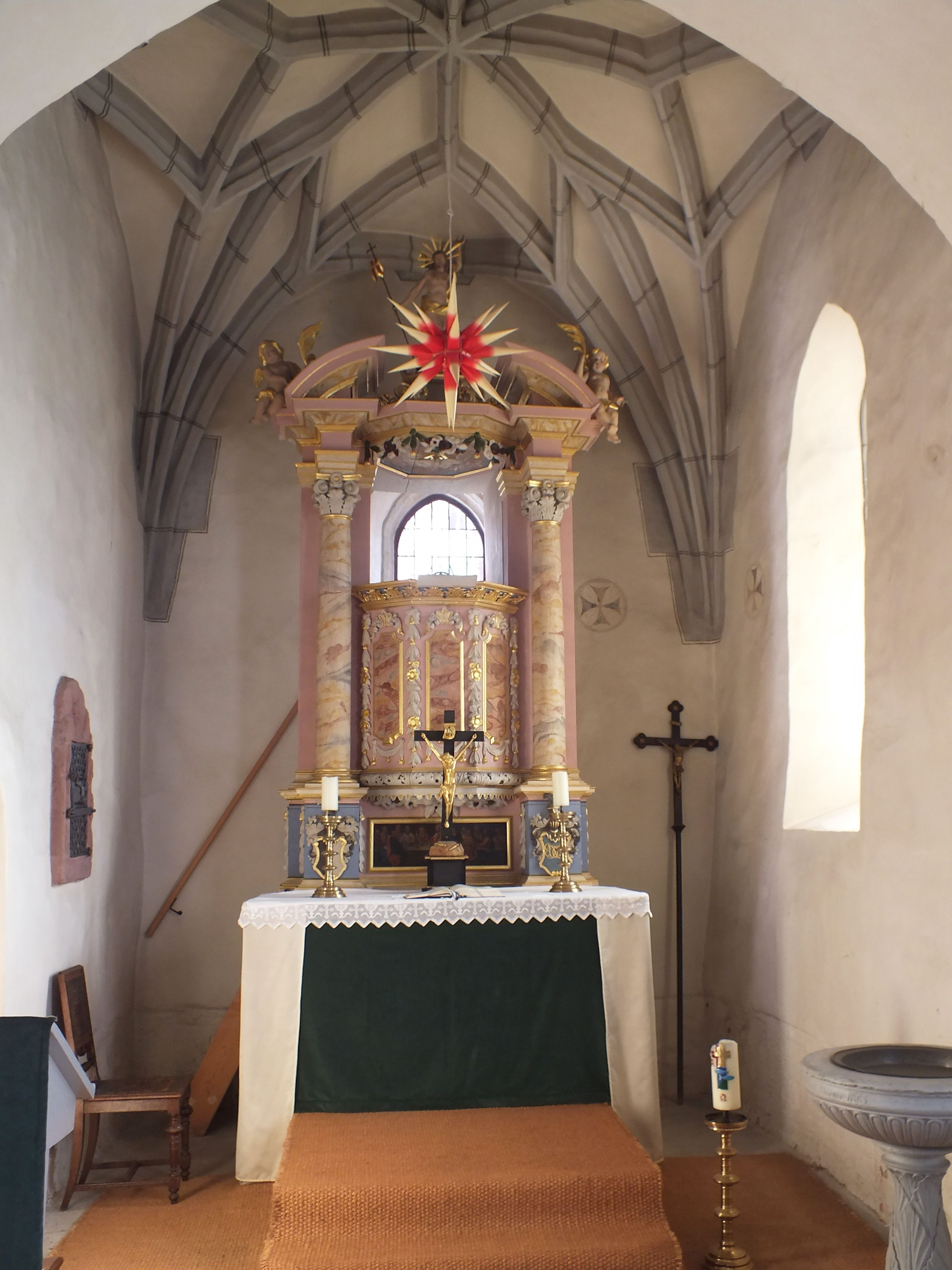
Altarbereich
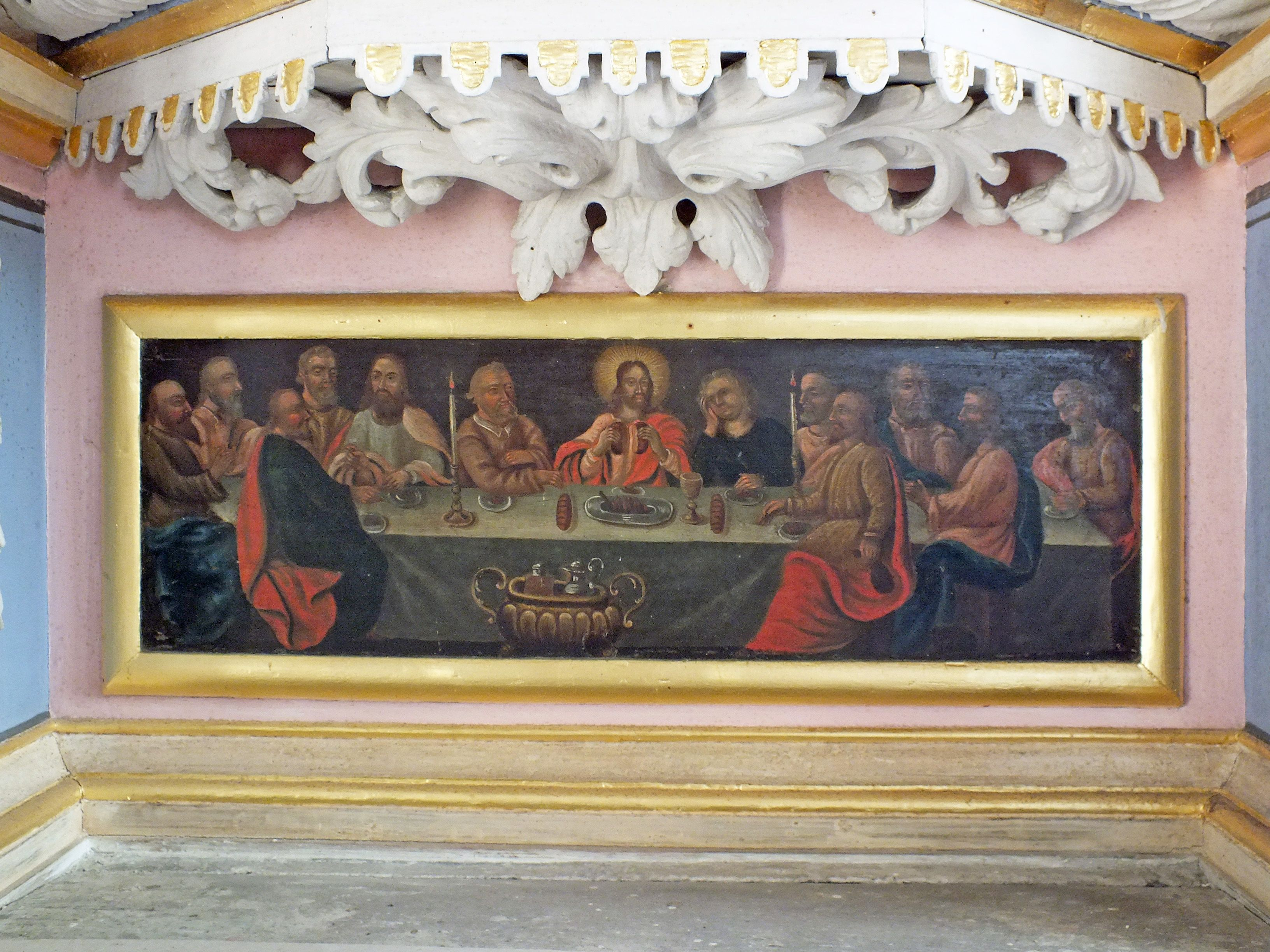
Bild in der Predella
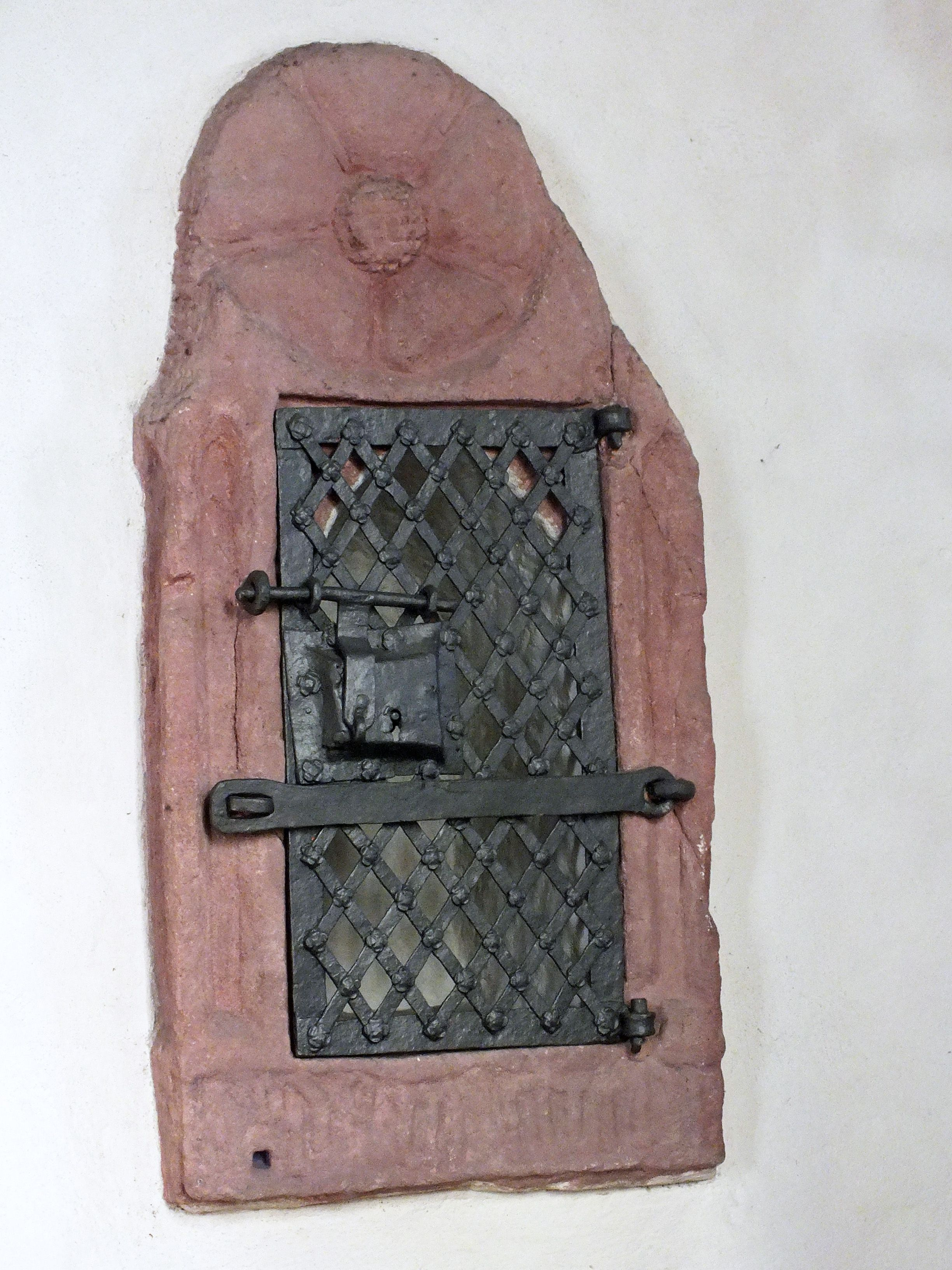
Sakramentsnische

Der Altar der Seehausener Kirche ist ein Kanzelaltar. Er wurde von dem Leipziger Ratstischlermeister Johann Christian Senckeisen (1670–1729) angefertigt. Er ist barock gestaltet. Die Kanzel wird von zwei Säulen flankiert, auf deren Abschluss der auferstandene Christus thront, seitlich begleitet von zwei Putti. In der Predella des Altars ist in einem Tafelbild das Letzte Abendmahl dargestellt. Rechts und links davon findet sich das Wappen von Carl Cäsar von Bose, Rittergutsbesitzer in Seegeritz, der den Altar als damaliger Patronatsherr gestiftet hat.
Auf der Nordseite des Chorraumes befindet sich eine vergitterte Sakramentsnische von 1455, geschmückt mit einer Lutherrose. Der Taufstein stammt von 1854 und kam Anfang der 1990er Jahre nach längerem Aufenthalt in einem Vorgarten wieder in die Kirche. 

## Orgel
Die Orgel stammt aus dem Jahr 1872  vom Delitzscher Orgelbaumeister Eduard Offenhauer (1825–1904). Sie verfügt über zwölf Register auf zwei Manualen und Pedal. Ihre Disposition lautet wie folgt:

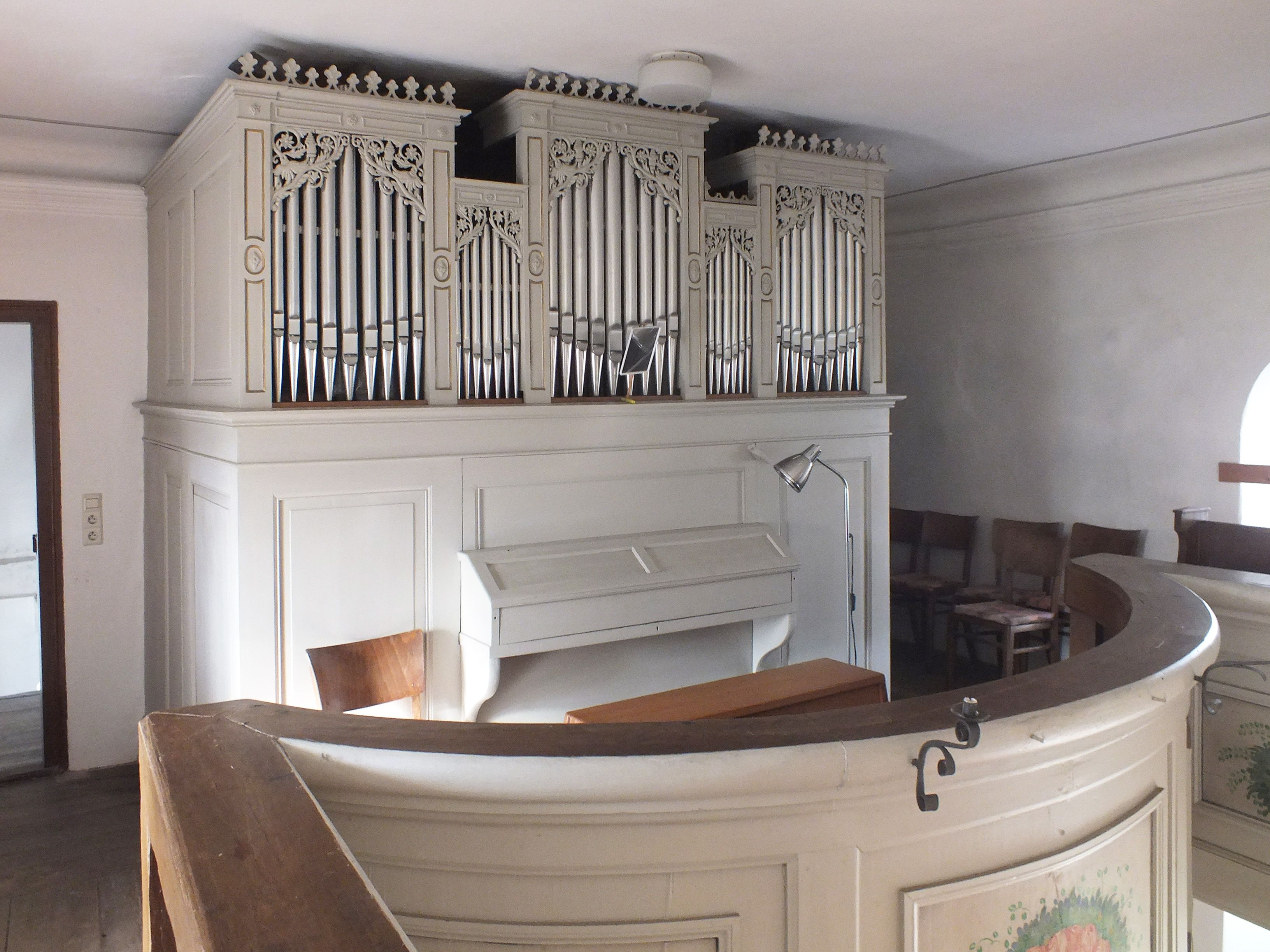
Offenhauer-Orgel

| I Manual C– |                     |    |
| 1.          | Principal           | 8′ |
| 2.          | Gedackt (ab c)      | 8′ |
| 3.          | Gamba (ab c)        | 8′ |
| 4.          | Octave              | 4′ |
| 5.          | Hohlflöte           | 4′ |
| 6.          | Octave              | 2′ |
| 7.          | Cornett III (ab c1) |    |

| II Manual C– |                  |    |
| 8.           | Lieblich Gedackt | 8′ |
| 9.           | Flauto traverso  | 8′ |
| 10.          | Flauto amabile   | 4′ |

| Pedal C– |            |     |
| 11.      | Subbass    | 16′ |
| 12.      | Violonbass | 08′ |

- Koppeln: II/I, I/P

## Kirchgemeinde
Die Kirche Seehausen gehört gemeinsam mit den Kirchen in Gottscheina, Göbschelwitz, Hohenheida, Plaußig, Portitz und Seegeritz zur Kirchgemeinde Plaußig-Hohenheida.  